# أميمة مولاة الرسول
أميمة مولاة الرسول صحابية روت عن الرسول محمد، وروى عنها جبير بن نفير الحضرمي، وحديثها عند أهل الشام.

## سيرتها
روى عنها جُبَير بن نفير الحَضْرمي أنها قالت: «كنت أوصي رسول الله صَلَّى اللَّهُ عَلَيْهِ وَسَلَّمَ يوما، فأتاه رجل فقال: أوصني، فقال: " لا تشرك بالله شيئا وإن قطعت أو حرقت بالنار، ولا تدع صلاة متعمدا، فمن تركها فقد برئت منه ذمة الله وذمة رسوله، ولا تشربن خمرا فإنها رأس كل خطيئة، ولا تعصين والديك وإن أمرك أن تجلى من أهلك ودنياك "».
قال ابن حجر العسقلاني: «قال أبو عمر: خدمت رسول اللَّه صلّى اللَّه عليه وسلّم، وحديثها عند أهل الشام. قلت: أخرجه محمّد بن نصر في كتاب تعظيم قدر الصلاة، وأبو علي بن السكن، والحسن بن سفيان في مسندة، وغيرهم، أشار إليه الترمذي في كتاب السير، وهو من طريق أبي فروة يزيد بن يسار الرهاوي، حدثني أبو يحيى الكلاعي- هو سليم بن عامر- عن جبير بن نفير، عن أميمة مولاة النبي صلّى اللَّه عليه وسلّم- أنها كانت توضئ رسول اللَّه صلّى اللَّه عليه وسلّم، فأفرغ على يديه الماء إذ دخل عليه رجل فقال: يا رسول اللَّه، إني أريد اللحوق بأهلي، فأوصني، فقال: «لا تشرك باللَّه وإن قطّعت أو حرّقت ... »  الحديث بتمامه. قال ابن السّكن: رواه سعيد بن عبد العزيز، عن مكحول، عن أم أيمن نحوه، ثم أسنده تاما في ترجمة أم أيمن، وقال ... هو مرسل، لأن مكحولا لم يدرك أم أيمن. قلت: وهو عندنا بعلو في مسند عبد بن حميد.».